# One Foot in the Grave (альбом Tankard)
| Оценки критиков | Оценки критиков |
| Источник        | Оценка          |
| --------------- | --------------- |
| Metal Hammer    | 6/7             |
| Rock Hard       | 8/10            |

One Foot in the Grave (с англ. — «Одной ногой в могиле») — семнадцатый студийный альбом немецкой трэш-метал-группы Tankard, выпущенный 2 июня 2017 года на лейбле Nuclear Blast.

## Список композиций
| №                   | Название                                     | Длительность |
| ------------------- | -------------------------------------------- | ------------ |
| 1.                  | «Pay to Pray»                                | 5:22         |
| 2.                  | «Arena of the True Lies»                     | 5:08         |
| 3.                  | «Don’t Bullshit Us!»                         | 3:56         |
| 4.                  | «One Foot in the Grave»                      | 4:47         |
| 5.                  | «Syrian Nightmare»                           | 4:31         |
| 6.                  | «Northern Crown (Lament of the Undead King)» | 4:22         |
| 7.                  | «Lock’Em Up!»                                | 4:10         |
| 8.                  | «The Evil That Men Display»                  | 3:14         |
| 9.                  | «Secret Order 1516»                          | 7:23         |
| 10.                 | «Sole Grinder»                               | 5:28         |
| Общая длительность: | Общая длительность:                          | 48:25        |

## Участники записи
- Андреас Джеремиа — вокал
- Андреас Гутъяр — гитара
- Франк Торварт — бас-гитара
- Олаф Циссель — ударные

## Позиции в чартах
| Чарт (2017)                     | Высшая Позиция |
| ------------------------------- | -------------- |
| Германия (Offizielle Top 100)   | 26             |
| Швейцария (Schweizer Hitparade) | 96             |
| Бельгия/Валлония (Ultratop)     | 151            |